# Puerto de Dar es-Salam
El Puerto de Dar es-Salam (en inglés: Port of Dar es Salaam) es el principal puerto que funciona en el país africano de Tanzania. De acuerdo con la Asociación Internacional de Puertos, se trata del cuarto puerto más grande en el Océano Índico en la costa del continente africano después de los de Durban (Sudáfrica), Mombasa (Kenia) y Yibuti.
Es gestionado por el servicio de terminal de contenedores internacional de Tanzania, siendo un puerto natural que es propiedad del gobierno de esa nación. 